# Andrew Fountaine (MP)
Andrew Fountaine (c. 1637 - 7 de fevereiro de 1707), de Narford, Norfolk e Bell Bar, North Mymms, Hertfordshire, foi um membro do Parlamento Inglês. Ele representou Newtown em março de 1679, outubro de 1679 e 1681.